# Aparté (label)
Aparté est un label discographique français de musique classique, basé à Pantin, en Seine-Saint-Denis. 

## Histoire
Le label est fondé en 2009 par Nicolas Bartholomée, directeur des studios d'enregistrement Little Tribeca. À la fin des années 1980, il avait fondé le studio d'enregistrement Musica Numeris et le label Ambroisie en 1999 — plus tard vendu à Naïve Records.
La distribution internationale du label, physique et numérique (streaming et téléchargement) est assurée par PIAS.

## Artistes
Parmi les collaborations artistiques du label, on peut citer : 

### Instrumentistes
- Emmanuel Ceysson (harpe)
- Julien Chauvin (violon)
- Michel Dalberto (piano)
- Maxim Emelyanychev (direction d'orchestre, piano)
- Ophélie Gaillard (violoncelle)
- Pierre Génisson (clarinette)
- Elsa Grether (violon)
- Alexis Kossenko (flûte)
- Romain Leleu (trompette)
- David Lively (piano)
- Tristan Pfaff (piano)
- Christophe Rousset (clavecin)
- Atsushi Sakai (viole de gambe)
- Blandine Verlet (clavecin)
- Gottfried von der Goltz (violon)
- Vanessa Wagner (piano)

### Chanteurs
- Tassis Christoyannis
- Marianne Crebassa
- Stéphane Degout
- Lea Desandre
- Karine Deshayes
- Sabine Devieilhe
- Julie Fuchs
- Véronique Gens
- Teodora Gheorghiu
- Sandrine Piau
- Xavier Sabata

### Ensembles
- Les Ambassadeurs
- Orchestre symphonique de la BBC
- Le Concert de la Loge
- Ensemble contraste
- Les Cris de Paris
- Orchestre philharmonique de Londres
- Orchestre de chambre de Paris
- Orchestre d'Auvergne
- Orchestre philharmonique de Monte-Carlo
- Les Talens Lyriques